# Evangeleen Ikelap
Evangeleen Ikelap (* 18. Januar 1982) ist eine ehemalige mikronesische Sprinterin.

## Biografie
Evangeleen Ikelap nahm an den Olympischen Sommerspielen 2004 in Athen  teil. Im Rennen über 100 Meter schied sie bereits im Vorlauf aus.
Ihre Schwester Maria war ebenfalls Sprinterin und startete bei den Olympischen Sommerspielen 2008 in Peking.